# NHL 25
NHL 25 je hokejová videohra vyvinutá společností EA Vancouver a vydaná firmou EA Sports. Jedná se o 34. díl videoherní série NHL. Hra vyšla 4. října 2024 pro PlayStation 5 a Xbox Series X/S. Jedná se o první díl série, který vyšel exkluzivně na devátou generaci herních konzolí.
Na obalu krabicové verze hry je kanadský hokejista Quinn Hughes.

## Hudba
Soundtrack videohry obsahuje písně od Alkaline Trio, HARDY, Green Day, Kings of Leon, JXDN, Bleeker, Cage The Elephant, Dead Poet Society, Imagine Dragons, Idles, Safari Youth, Rival Sons, Twenty One Pilots, BRKN Love a dalších. V upoutávce na hru zazněla písnička od skupiny Pennywise.

## Ohlasy
Na základě kritiky na stránce Metacritic hra získala „smíšené nebo průměrné“ hodnocení. Podle serveru OpenCritic ji doporučilo 13 % kritiků.